# Team Haas (USA) Ltd.
El Team Haas (USA) Ltd. fue un antiguo equipo estadounidense de Fórmula 1 fundado por Carl Haas y Teddy Mayer en 1984, que compitió en el Campeonato Mundial de Fórmula 1 en las temporadas 1985 a 1986. El proyecto fue financiado por la compañía Beatrice Foods y ayudó al equipo para formar un acuerdo para utilizar los motores Ford durante tres temporadas. El campeón del mundo de 1980, el australiano Alan Jones cambió su decisión de retirarse para conducir el primer coche del equipo al final de la temporada F y en 1986. Después de un cambio de dirección en la compañía patrocinadora Beatrice lo que tuvo como consecuencia de que la empresa de retirase su financiación del proyecto, por lo que el equipo no pudo continuar en Fórmula 1 tras la temporada 1986.
El equipo fue conocido comúnmente como Haas Lola debido a la asociación que Carl Haas ha tenido con Lola Cars Internacional, aunque de manera directa Lola no estuvo involucrado en el proyecto. El diseño de sus coches fueron diseñados por su propietario, Carl Haas, y la constructora denominada FORCE. Lola sin embargo ganó los puntos para el equipo para el Campeonato de Constructores como constructor designado del equipo.

## Historia del equipo

### El patrocinio de Beatrice y motores Ford
En el otoño de 1984, Carl Haas había negociado con éxito un acuerdo de patrocinio con la compañía Beatrice Foods para el patrocinio del equipo filial de la serie CART IndyCar World Series, el Haas Racing. Como parte del acuerdo, Beatrice acordó ayudar a financiar una expansión del equipo para Fórmula 1 con el esfuerzo de ser su patrocinio principal. Con la ayuda de Beatrice, más tarde ese mismo año Haas anunció el proveedor de motores para el programa del equipo de F1. Ford ya estaba en el proceso de desarrollo de un motor turbo V6 (conocido como TEC) como reemplazo para su ya obsoleto motor de aspiración natural el Cosworth DFV V8 que ya no era capaz de competir con éxito contra sus competidores turboalimentados. El acuerdo fue anunciado para una duración de tres temporadas, con Haas siendo el receptor exclusivo estos nuevos motores. Como parte del anuncio, el excampeón del mundo Alan Jones anunció su regreso de su retiro para conducir el primer coche del equipo en 1985, año en el cual regresa después de competir desde su retiro en el Gran Premio de los Estados Unidos del Oeste disputado en Long Beach en 1983.
Con el desarrollo de la caja de cambios y los motores, Carl Haas comenzó a construir el equipo, así como la organización de un equipo de diseño para desarrollar el nuevo coche. El expropietario del equipo McLaren Teddy Mayer se convirtió en socio y copropietario del proyecto, quién se convirtió en la más indispensable ayuda al equipo para el desarrollo y creación de sus instalaciones, como la compra de una fábrica abandonada en Colnbrook, Inglaterra y el establecimiento de la empresa Formula One Race Car Engineering (FORCE). Las instalaciones de FORCE albergaba a los diseñadores del equipo, liderados por el exingeniero del equipo Williams Neil Oatley, e incluyendo al diseñador de Fórmula 1, en ese entonces el desconocido Ross Brawn. Los coches del equipo fueron también construidos en la misma fábrica.
Incluso con el diseño y construcción de los coches por parte de FORCE, Carl Haas decidió finalmente entrar en con sus coches para la temporada 1985 de la Fórmula 1 utilizó la licencia del constructor Lola para poder participar en el mundial. Esto se debió a que Haas fue el importador oficial de coches de la firma británica Lola Cars internacional en los Estados Unidos, y deseaba asociar el nombre más popular de Lola al equipo. Lola sin embargo, no estuvo directamente involucrado en el proyecto, y no jugó ningún papel en el diseño o construcción de los coches del equipo más que un simple patrocinador.

### 1985: Debut
El primer coche del equipo de Haas, diseñado por Oatley, y denominado Lola THL1, todavía estaba en fase de desarrollo al inicio de la temporada 1985 y solo estuvo listo para competir en la duodécima ronda, justamente para el Gran Premio de Italia. Mientras tanto, los motores TEC Ford ni siquiera estaban listos; el acuerdo para construir el turbo V6 de Ford fue un acuerdo que se decidió para el Gran Premio del Reino Unido de 1984 y el diseñador del motor Keith Duckworth perdió 4 meses tratando de desarrollarlo sin éxito. Este motor era desarrollado a partir de un 4 cilindros, y justo antes de cambiarlo se había decidido finalmente construirlo sobre la planta motriz de un V6. Esto obligó a que Haas a entrar en un acuerdo con Hart para usar su motor turbo de 1.5 litros y de 4 cilindros 415T hasta que las unidades de Ford estuvieran a tiempo, mientras que Goodyear se convertiría en el proveedor de neumáticos del equipo.
Cuando el equipo hizo su primera aparición en la carrera de Monza, Alan Jones acabó en el puesto 25.º entre los 27 autos, antes de que el motor Hart fallara después tan solo seis vueltas dadas. Haas no pudo competir en la siguiente ronda, en el Gran Premio de Bélgica en Spa, ya que esta carrera había sido reprogramada desde principios de temporada después de que el coche de repuesto en el circuito se chocó gravemente durante las prácticas, y además de que no formaba en la lista de la parrilla original por lo que no se les permitió competir.

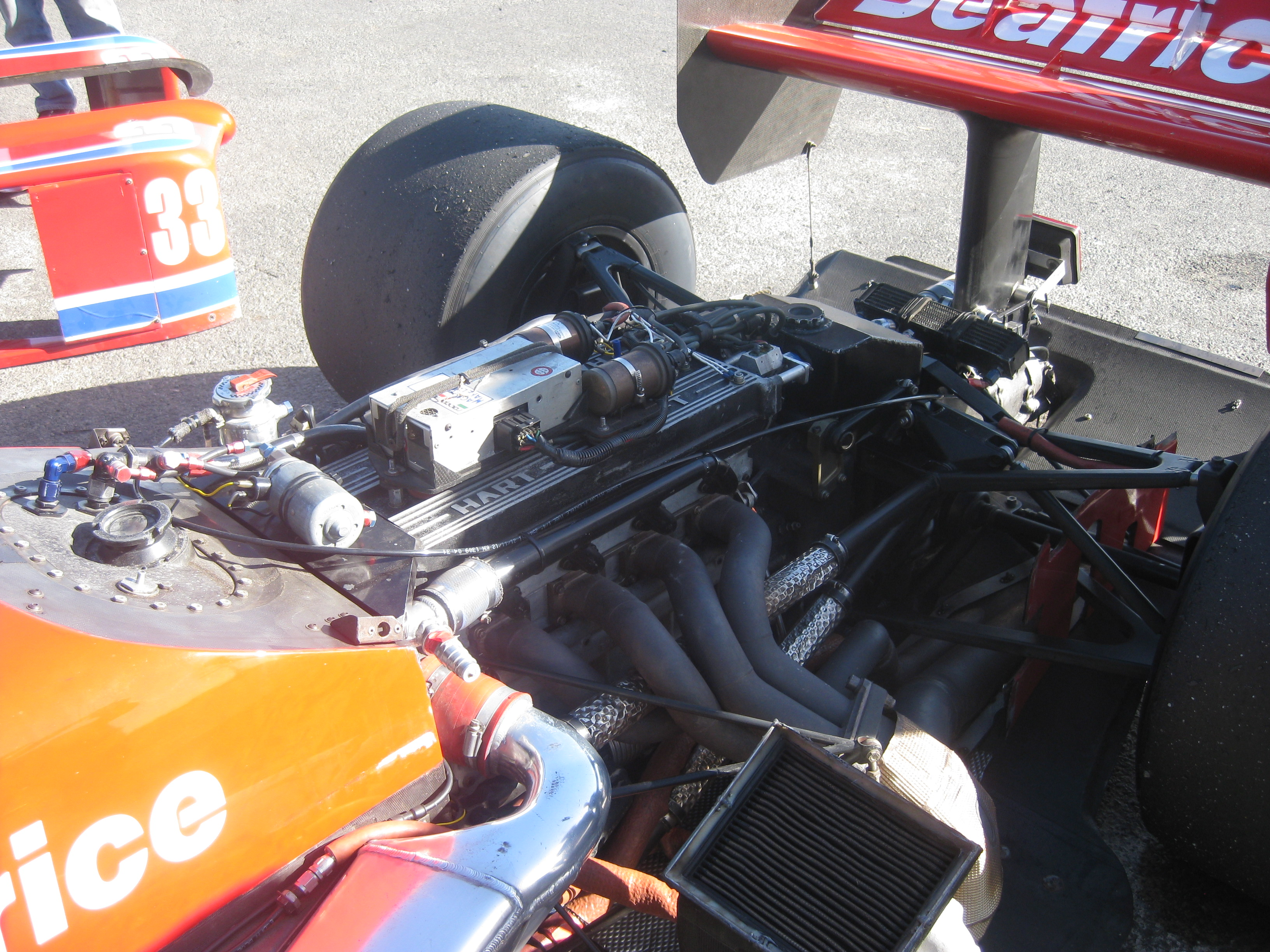
Motor Hart 415T.

El equipo regresó para Gran Premio de Europa en Brands Hatch, donde Alan Jones había clasificado en el puesto 22.º, pero se retiró tempranamente después de 13 vueltas debido a un daño en el radiador. En Sudáfrica, Jones clasificó 18.º de los 21 coches que entraron en pista, pero no logró tomar la partida. La razón oficial para esto fue que se había enfermado, aunque hubo rumores de que el equipo había decidido unirse a los equipos franceses Renault y Ligier de boicotear la carrera en protesta a las políticas del apartheid sudafricano. En 2017, Jones reveló en su biografía una reunión con Bernie Ecclestone la noche anterior a la carrera, quien sugirió que Jones fingiera enfermedad a la mañana siguiente y no apareciese. Ecclestone justificó que Beatrice Foods (patrocinador principal) estaba bajo presión en los Estados Unidos por parte de activistas como Jesse Jackson para que no corriera, bajo amenazas que incluían acciones de huelga de afroamericanos que trabajaban en sus negocios. Solo Jones y la gerencia del equipo, Teddy Mayer y Carl Haas, conocían este plan. Jones dijo "Y así, el sábado por la mañana me había ido. Simplemente no aparecí. Tenían el auto listo para funcionar, cuando les dijeron, AJ ha sido atacado por un virus y no competiremos". La última carrera de la temporada fue en Australia, donde el local favorito Jones tuvo el honor de ser uno de los primeros en conducir su coche en el nuevo Circuito callejero de Adelaida. Jones se clasificó en la posición 19 y, a continuación, demostró que no había perdido nada de su habilidad en la recuperación de posiciones en la parrilla de salida y salió a la carga en la lucha por posiciones en pista hasta lograr el 6.º lugar, antes de retirarse por problemas eléctricos después de 20 vueltas.

### 1986: De Hart a Ford y los resultados en Austria e Italia
Después de una temporada parcial y experimental en 1985, FORCE se concentró en el desarrollo del segundo coche del equipo, el THL2, diseñado específicamente para los motores Ford que habían contratado. El francés Patrick Tambay, que había conducido previamente para Haas en el campeonato de CanAm, fue el segundo piloto del equipo junto a Jones. Tambay anteriormente había ganado 2 Grandes Premios con Ferrari en 1982 y 1983, y también había conducido para el equipo Renault entre 1984 y 1985. Los problemas continuaron, y antes de que comenzara la temporada, los esfuerzos de Cosworth por poder construir los nuevos motores para Ford siguieron estando retrasados, por lo que obligó al equipo a comenzar su temporada con el coche del año anterior con el motor Hart. Incluso con la vieja maquinaria, Tambay fue capaz de calificar en la 13.ª posición para el Gran Premio de Brasil, donde finalmente él y Jones terminaron por retirarse al final de la carrera. Tambay mejoró para la siguiente ronda, el Gran Premio de España, ya que terminó la primera carrera para el equipo, siendo el último de los ocho coches en cruzar la línea de meta.
Para el Gran Premio de San Marino, el primer THL2 por fin con usando el motor Ford utilizado por Jones, pero solo fue capaz de calificar 21.º en comparación con la posición 11.º de Tambay en THL1-Hart. Jones comentó durante la calificación que el THL2 era un gran auto manejable, pero que todo lo que se necesitaba era HP para el nuevo motor. Tambay recibió su primer THL2 en Mónaco y rápidamente calificacó en el 8.º puesto con el coche, solo para terminar fuera de carrera en los últimas once vueltas. Tambay tuvo suerte cuando se estrelló en Mónaco, ya que fue es uno de los circuitos que tiene muchas curvas lentas. Su coche accidentalmente tocó la rueda del Tyrrell de Martin Brundle provocando que se volcara, golpeó la barrera y cayó de nuevo sobre sus ruedas. Otro par de metros más y se habría destruido la barrera. Aunque todavía quedada fuera de la clasificación Tambay, Jones estaba en posición para terminar su primera carrera con el equipo en el Gran Premio de Bélgica antes de que su coche se quedase sin combustible en las últimas vueltas. Jones alcanzó a ver el final del Gran Premio de Canadá, pero su compañero de equipo, se lesionó en un fuerte accidente durante la vuelta de calentamiento.
El piloto estadounidense Eddie Cheever, que con anterioridad había conducido un coche del Ligier, Renault y Alfa Romeo, y que piloteaba para Tom Walkinshaw Racing el coche Jaguar en el Campeonato Mundial de Resistencia, fue firmado por Haas como reemplazo temporal de Patrick Tambay para el Gran Premio de Detroit después de que Carl Haas tuviese dificultades para obtener una superlicencia para Michael Andretti (el hijo de Mario Andretti, el campeón del mundo de temporada 1978 de Fórmula 1 con el Team Lotus), y que en ese momento ya conducía para Carl Haas en el campeonato CART indyCar World Series. Haas había querido originalmente que el ex Campeón del Mundo piloteara en Detroit, pero Mario, que venía ya en sus últimos años de conducción prefirió no competir y recomendó a su hijo en su lugar. Cheever entonces tomo como única opción y logró clasificar y corrió lo suficientemente mejor posible como para ganar los puntos suficientes, pero tuvo que retirarse por problemas de una clavija rota de una de sus ruedas, y cuatro vueltas después de que Jones también se había retirado con problemas con la dirección. Tambay, recuperado de sus lesiones, volvió al equipo para el Gran Premio de Francia de 1986. Durante las dos próximas carreras, Tambay estaba en una posición en el que se vería obligado terminarlas antes producto de sus problemas mecánicos que le obligaron a retirarse dentro de las últimas 15 vueltas en ambas carreras.
El Gran Premio de Alemania se convirtió en otro éxito para el equipo con los dos coches ya que terminaron la carrera. Tambay, una vuelta atrás, clasificó octavo, mientras que Jones fue noveno y dos vueltas por detrás del ganador de la carrera. Tambay mejoró su rendimiento con un séptimo lugar en el primer Gran Premio de Hungría tras haber clasificado con su coche el sexto mejor tiempo en la parrilla. El estrecho y revirado circuito de Hungaroring, que se utilizaba por primera vez en 1986, le dio tanto a Jones como a Tambay una mayor probabilidad que en ningún otro momento de la temporada para tener un énfasis en el manejo y en la aceleración. Las mejoras finalmente dieron sus frutos en el Gran Premio de Austria y como los problemas mecánicos que tuvieron muchos equipos punteros le permitieron las dos entradas de Haas ganar puntos para el Campeonato Mundial, a pesar de que ambos coches estaban a dos vueltas detrás del ganador. Jones terminó en cuarto lugar, ganando tres puntos, justo por delante de Tambay en el quinto puesto, que fue galardonado con dos puntos. En el primer aniversario de su entrada en la Fórmula 1, Jones ganó un punto más por lograr el 6.º puesto final en el Gran Premio de Italia en Monza.
Sin embargo, los problemas de nuevo regresarían al equipo, como el cambio en la gestión en el verano de 1985 en su patrocinador Beatrice, que llevó a la compañía a poner fin a su acuerdo de patrocinio con Haas durante la temporada 1986, quitándole la financiación y patrocinio. El equipo comenzó a luchar por obtener mejores resultados así como la oferta de dinero se había reducido. Tambay apenas había finalizado el Gran Premio de Portugal muy tempranamente, por lo que no se completó suficientes vueltas para ser clasificado en los resultados finales. Ambos pilotos se retiraron en el Gran Premio de México, mientras que el equipo terminó el año en Australia con motor el Ford de Alan Jones tras solo cumplir 16 vueltas, y Tambay terminó la carrera con 12 vueltas detrás y una vez más no aparecer clasificados al final de la competencia. Durante el Gran Premio de Australia, el coche de Tambay fue uno de los dos coches que por primera vez tuvo la prueba de una instalación de una cámara a bordo, el otro llevar dicha tecnología fue el Lotus-Renault de Johnny Dumfries.
Con un total de cuatro puntos obtenidos, finalmente Alan Jones fue 12.º en el campeonato de pilotos, mientras que Tambay fue 15.º con 2 puntos. Como constructor designado del equipo, Lola recibió un total de 6 puntos, siendo 8.º en el Campeonato de Constructores.

### 1987: Fin del equipo
Poco después del final de la temporada 1986, Carl Haas seguía tratando de encontrar financiación para continuar con el equipo y poder competir para la temporada 1987, después de Beatrice había optado por no volver a patrocinarlos. El equipo todavía tenía un acuerdo para el uso de los motores Ford, pero después de no poder encontrar el patrocinio necesario, Carl Haas cerró el equipo a finales de octubre de 1986, y las instalaciones fueron vendidas a Bernie Ecclestone, en ese entonces propietario de Brabham. El equipo fue desmantelado, con Haas y Mayer regresando a los Estados Unidos y Oatley pasando a diseñar para McLaren. Tanto Jones y Tambay terminaron sus contratos con el equipo de Fórmula 1, y pasaron a competir a otras categorías de otros deportes motor. Los motores turbo de Ford fueron utilizados por Benetton en la temporada 1987 y el equipo continuó como equipo de fábrica de Ford hasta el final de 1993. La antigua fábrica FORCE fue retenida por Ecclestone para su uso por Alfa Romeo para la construcción de varios coches de carreras antes de que fuera vendida a March Engineering 1989, donde construyó los coches del equipo Ralt y March de CART IndyCar.
Lola por su parte tenía sus propios planes para el año 1987, como la construcción de su propio coche de Fórmula 1 (utilizando el motor alimentado V8 Ford-Cosworth con el chasis Lola LC87) para el nuevo equipo Larrousse. A diferencia de los Lola, estos coches fueron diseñados y construidos por Lola en su fábrica, haciéndolos los primeros coches Lola puestos para competir en Fórmula 1, desde que la compañía construyera el chasis para Embassy Hill en 1975, 12 años después de tal suceso.